# Microrregión de Alegre
La microrregión de Alegre era una  microrregión del estado brasileño de Espírito Santo. Pertenecía a la mesorregión  Sur Espírito-Santense. Estaba dividida en nueve municipios. Poseía un área total de 3465.18 km².
En 2017, el Instituto Brasileño de Geografía y Estadística (IBGE) disolvió las mesorregiones y microrregiones, creando un nuevo marco regional con nuevas divisiones geográficas denominadas, respectivamente, regiones geográficas intermedias e inmediatas.

## Municipios
- Alegre
- Divino de São Lourenço
- Dores do Rio Preto
- Guaçuí
- Ibatiba
- Ibitirama
- Irupi
- Iúna
- Muniz Freire